# Blurred Lines
Blurred Lines è un singolo del cantautore statunitense Robin Thicke con il featuring  di T.I. e Pharrell Williams, pubblicato il 26 marzo 2013.

## Descrizione
Il brano è stato scritto da Robin Thicke, Clifford Harris Jr. e Pharrell, e prodotto da quest'ultimo, come primo singolo estratto dal sesto album di Thicke, Blurred Lines.

## Controversie
Il brano è stato definito dal The Guardian come «la canzone più controversa del decennio» sia per il contenuto sessuale esplicito del testo e del video, che per le polemiche sollevatesi nell'opinione pubblica.
A seguito del rilascio del singolo numerosi centri che operano contro la violenza sulle donne e gli abusi sessuali hanno accusato il brano di incentivare al sesso senza consenso, allo stupro e allo sfruttamento sessuale. Sia il video esplicito del brano che il video della parodia registrata da un gruppo di femministe sono stati bannati dalla piattaforma di YouTube.
Sebbene Robin Thicke abbia sostenuto che la canzone fosse un brano femminista, nel 2013 l'associazione End Violence Against Women Coalition ha nominato il cantante «sessista dell'anno».

Nel 2019, in un'intervista per GQ, Williams ha dichiarato di essere imbarazzato per il brano, sebbene all'epoca del suo rilascio lo avesse difeso:
«Ho capito che ci sono uomini che usano lo stesso linguaggio quando approfittano di una donna, e non importa che non sia il mio comportamento, [...] importa solo come colpisce e ferisce le donne. La mia mente si è aperta a ciò che veniva effettivamente detto nella canzone e a come poteva far sentire qualcuno»

### Accuse di plagio
Nel marzo 2015 un tribunale federale di Los Angeles ha condannato Thicke e Williams al pagamento di 7.3 milioni di dollari per violazione del copyright del brano Got to Give It Up di Marvin Gaye. Dopo differenti contenziosi nel 2018 la cifra è stata stabilita a 5 milioni di dollari.

### Bando
La canzone è stata ufficialmente bandita dagli eventi musicali organizzati da una quindicina di università del Regno Unito, fra cui  Edimburgo, Plymouth, Leeds, Derby,  Queen Mary University of London, Oxford, Durham. La motivazione è che il testo della canzone incoraggia la cultura dello stupro

### Accuse di molestie sessuali
Il 3 ottobre 2021, tramite la rivista The Sunday Times, la modella Emily Ratajkowski ha pubblicato un estratto della propria biografia My Body, accusando Robin Thicke di averle palpato il seno senza consenso durante la registrazione del video del singolo.
A sostegno della modella si è schierata la regista del video, Diane Martel, sostenendo di aver immediatamente fermato le riprese chiedendo al cantante perché avesse compiuto quel gesto, preoccupandosi per la Ratajkowski.

## Video musicale
Il videoclip, diretto da Diane Martel, è stato distribuito il 20 marzo 2013 attraverso YouTube e Vevo. Il video vede Thicke, T.I. e Pharrell eseguire il brano mentre flirtano e ballano con modelle in abiti succinti. Le modelle presenti nel video sono Emily Ratajkowski, Jessi M'Bengue e Elle Evans. In vari punti del video appaiono sullo schermo gli hashtag #THICKE e #BLURREDLINES. L'ispirazione per la realizzazione del video, si basa sui lavori fotografici di Terry Richardson.
Il video è stato distribuito in due versioni: la versione editata e la versione non censurata. In entrambe le versioni, poco prima della fine, la parola ROBIN THICKE HAS A BIG DICK lampeggia in palloncini argentati. La versione non censurata mostra le stesse modelle viste nel video editato, in topless e vestite solo di tanga color carne.
Thicke ha dichiarato in un'intervista con l'Associated Press di aver ricevuto l'approvazione della moglie, l'attrice Paula Patton, prima di girare il video.
Dopo essere stato distribuito, il video ha ottenuto oltre 2 milioni di visualizzazioni in una settimana, dopodiché la versione non censurata del video è stata tolta da YouTube il 30 marzo 2013, invocando la violazione dei termini di servizio del sito, che limita il caricamento di video contenenti nudità, soprattutto se utilizzato in un contesto sessuale. Fino al 31 gennaio 2019 il video non censurato è rimasto disponibile solo su Vevo, mentre la versione editata è disponibile sia su Vevo e che su YouTube. Il 1 febbraio 2019, la versione non censurata del video è disponibile di nuovo su YouTube stesso e ha ottenuto ad oggi più di 77 milioni di visualizzazioni. Il video ha ottenuto la certificazione Vevo.

## Tracce
Digital download
1. Blurred Lines (feat. T.I. e Pharrell) – 4:22

UK Single
1. Blurred Lines (feat. T.I. e Pharrell) (Clean) – 4:22
2. Blurred Lines (feat. T.I. e Pharrell) (Laidback Luke Remix) – 4:39

Germany Single
1. Blurred Lines (feat. Pharrell) (No Rap Version) – 3:50
2. Blurred Lines (feat. T.I. e Pharrell) (Laidback Luke Remix) – 4:40
3. Blurred Lines (feat. T.I. e Pharrell) (Music Video) – 4:33
4. Blurred Lines (feat. T.I. e Pharrell) (Music Video - Clean) – 4:33

EP
1. Blurred Lines (feat. T.I. e Pharrell) – 4:23
2. Blurred Lines (feat. T.I. e Pharrell) (Laidback Luke Remix) – 4:40
3. When I Get You Alone – 3:36
4. Lost Without U – 4:14
5. Magic – 3:53
6. Sex Therapy – 4:35

## Classifiche

### Classifiche settimanali
| Classifica (2013) | Posizione massima |
| ----------------- | ----------------- |
| Australia         | 1                 |
| Austria           | 1                 |
| Belgio (Fiandre)  | 1                 |
| Belgio (Vallonia) | 2                 |
| Canada            | 1                 |
| Danimarca         | 2                 |
| Finlandia         | 11                |
| Francia           | 1                 |
| Germania          | 1                 |
| Irlanda           | 1                 |
| Italia            | 2                 |
| Lussemburgo       | 1                 |
| Norvegia          | 2                 |
| Nuova Zelanda     | 1                 |
| Paesi Bassi       | 1                 |
| Repubblica Ceca   | 10                |
| Spagna            | 2                 |
| Stati Uniti       | 1                 |
| Stati Uniti (R&B) | 1                 |
| Svezia            | 6                 |
| Svizzera          | 1                 |

### Classifiche di fine anno
| Classifica (2013) | Posizione |
| ----------------- | --------- |
| Austria           | 2         |
| Belgio (Fiandre)  | 3         |
| Belgio (Vallonia) | 6         |
| Canada            | 1         |
| Francia           | 2         |
| Israele           | 3         |
| Italia            | 4         |
| Nuova Zelanda     | 1         |
| Paesi Bassi       | 2         |
| Regno Unito       | 1         |
| Stati Uniti       | 2         |
| Svizzera          | 2         |

### Classifiche di fine decennio
| Classifica (2010-19) | Posizione |
| -------------------- | --------- |
| Stati Uniti          | 14        |

### Classifiche di tutti i tempi
| Classifica (1958-2021) | Posizione |
| ---------------------- | --------- |
| Stati Uniti            | 57        |